# Konflikt
Konflikt (z łaciny conflictus – zderzenie) – niezgodność, sprzeczność interesów, poglądów, spór, zatarg.
Konflikt to zjawisko powszechne, nieuchronnie związane z życiem społecznym. Pojęcie konfliktu można rozpatrywać w różnych aspektach, np. jako proces, w którym jednostka lub grupa dąży do osiągnięcia własnych celów przez wyeliminowanie, podporządkowanie sobie bądź zniszczenie jednostki lub grupy dążącej do celów podobnych lub identycznych. Wystąpienie realnych problemów nie jest jednak konieczne do powstania konfliktu. Niejednokrotnie wystarczy już samo przekonanie zaangażowanych stron o wrogim nastawieniu przeciwnika.
Zasadnicza własność konfliktu to odróżnienie konfliktu od współzawodnictwa, rywalizacji.
Konflikt nie może istnieć jeśli nie zostaną spełnione poniższe warunki:
- konflikt wymaga istnienia co najmniej dwóch stron;
- konflikt wyrasta w sytuacji niedostatku dóbr;
- zachowania konfliktowe mają na celu zniszczenie lub co najmniej kontrolowanie drugiej strony, a skutki konfliktowe polegają na tym, że zysk jednej strony jest stratą dla strony drugiej;
- działania stron konfliktu są wzajemnie przeciwstawne;
- ważnym aspektem stosunków konfliktowych jest władza;
- stosunki konfliktowe są podstawowym procesem społecznym i mają poważne konsekwencje społeczne;
- proces konfliktowy reprezentuje czasową tendencję do rozłamu w stosunkach między stronami;
- stosunki konfliktowe nie rozbijają systemu, lecz powodują przemiany norm i oczekiwań[2].

## Rodzaje konfliktów
1) Ze względu na przedmiot, można wyróżnić
- konflikty rzeczowe – mają charakter pozapersonalny i dotyczą określonych spraw, a ściślej mówiąc różnicy zdań co do sposobu ich rozwiązania. Przedmiot sporu jest dosyć łatwy do określenia, a rozstrzygnięcie tkwi w odpowiednich korektach w podziale dóbr lub przeprowadzeniu zmian w organizacji.

- konflikty emocjonalne – dotyczą stanów frustracyjnych i związanych z nimi napięć emocjonalnych spowodowanych negatywną postawą (np. wrogością) w interakcji człowiek-człowiek. Właściwy przedmiot sporu bywa trudny do uchwycenia, a najlepszym rozwiązaniem jest przeciwdziałanie powstawaniu tego typu konfliktów.

2) Z uwagi na zasięg konfliktu:
- konflikt między grupami pracowniczymi – powstaje w wyniku rozbieżności interesów poszczególnych grup, odmiennych horyzontów czasowo-przestrzennych, celów i sposobów rozwiązywania problemów.

- konflikt między jednostkami – przypisywany często różnicom osobowości, na ogół jednak powodowany zaburzeniami relacji między jednostkami, wynikającymi z pełnienia odmiennych ról lub personalizacji antagonizmów między grupami.

- konflikt intrapersonalny – pojawia się, kiedy jednostka nie ma jasno określonych obowiązków na stanowisku pracy, niektóre zadania są wzajemnie sprzeczne lub kiedy oczekiwania przekraczają poziom percepcji jej własnych możliwości.

3) W przedsiębiorstwach spotyka się konflikty:
- konflikt interesów – jest spowodowany współzawodnictwem o pewne dobra lub wynika z odmiennych potrzeb stron. Konflikt tego rodzaju powstaje wtedy, kiedy jedna lub więcej stron pragnie zaspokoić swoje potrzeby kosztem drugiej. Ten typ konfliktu dotyczy tzw. kwestii rzeczowych (np. pieniędzy, czasu, dóbr), spraw proceduralnych (np. sposobu, w jaki powinno przebiegać zebranie) czy potrzeb psychologicznych (np. zaufania, wzajemnego poszanowania, sprawiedliwości).

- konflikt strukturalny – może wynikać z pewnych zewnętrznych ograniczeń, które utrudniają dojście do porozumienia. Chodzi tu głównie o takie czynniki, jak: struktura organizacyjna, brak uprawnień do podjęcia decyzji, deficyt jakiegoś dobra, brak czasu, odległość.

- konflikt wartości – jest powodowany odmiennymi systemami wartości osób zaangażowanych w daną sytuację. Sama różnica w wartościach preferowanych nie musi oczywiście prowadzić do konfliktu. Czynnikiem, który uwalnia konflikt, jest silne eksponowanie własnych wartości bez postawy tolerancji wobec wartości cenionych przez drugą stronę.

- konflikt relacji – pojawia się w wyniku działania silnych emocji, stereotypów, błędnego spostrzegania lub niezrozumienia, wadliwej komunikacji lub odwetowych zachowań między ludźmi. Problemy tego rodzaju traktowane są często jako niepotrzebne, gdyż pojawiają się nawet bez obiektywnych powodów a niejednokrotnie prowadzą do zbędnej eskalacji.

- konflikt danych – powstaje, kiedy strony nie dysponują potrzebnymi danymi, są niedoinformowane bądź informacje, które otrzymują są błędne, kiedy wyciągają odmiennie wnioski z tych samych przesłanek. Większość konfliktów w tym obszarze wynika głównie z nieumiejętności porozumiewania się.